# کالج پزشکی آلبرت اینشتین
کالج پزشکی آلبرت اینشتین (به انگلیسی: Albert Einstein College of Medicine) یکی از کالج‌های دانشگاه یشیوا است که در نیویورک واقع است. این کالج به افتخار آلبرت اینشتین نامگذاری شده‌است. محوطه اصلی دانشگاه در منطقه برانکس در شمال منهتن واقع است.
مطابق خواسته آلبرت اینشتین، پذیرش در دوره آموزش پزشکی این دانشگاه بایستی فارغ از هرگونه تبعیض نژادی و ملیتی بوده و همه استعدادهای مستعد از فرصت آموزش در این دانشگاه برخوردار باشند. پذیرش در دوره آموزش پزشکی این دانشگاه تا حد زیادی رقابتی بوده به نحوی که از بین ۷،۰۵۲ متقاضی پذیرش برای دوره ۲۰۲۲، منحصرا ۱،۱۰۰ متقاضی به مصاحبه دعوت شده و فقط ۱۸۳ متقاضی مورد پذیرش نهایی قرار گرفته اند. ۵۴٪ پذیرفته شدگان از میان متقاضیان مونث و ۱۶٪ از میان متقاضیان اقلیت و رنگین پوست در آمریکا می باشند. ۱۷٪ دانشجویان شامل متولدین خارج از ایالات متحده بوده و دانشجویان آمریکایی این دانشگاه از ۲۰ ایالت متفاوت آمریکا می باشند.   

## استقلال از دانشگاه یشیوا
در تاریخ ۱۳ اسفند ۱۳۹۷، کالج پزشکی آلبرت اینشتین متعاقب رای اکثریت شورای آموزش ایالت نیویورک به عنوان موسسه آموزشی پزشکی مستقل از دانشگاه یشیوا درآمد.
این دانشگاه یکی از معتبرترین موسسات پژوهشی خصوصی در زمینه علوم پزشکی در آمریکای شمالی می باشد. منحصرا در سال ۲۰۱۷ بودجه پژوهشی تخصیص داده شده به این دانشگاه توسط موسسه ملی بهداشت و سلامت آمریکا معادل ۱۷۴ میلیون دلار تخمین زده شده است که از لحاظ سرانه بودجه تحقیقاتی این دانشگاه را در رتبه هفتم در میان ۱۳۹ دانشکده پزشکی در آمریکا قرار می دهد.